# Nototriton guanacaste
Nototriton guanacaste tiếng Anh thường gọi là Volcan Cacao Moss Salamander là một loài kỳ giông trong họ Plethodontidae.
Nó là loài đặc hữu của Costa Rica.
Môi trường sống tự nhiên của chúng là các khu rừng vùng núi ẩm nhiệt đới hoặc cận nhiệt đới.